# كينيث بلوم
كينيث بلوم (بالنرويجية البوكمول: Kenneth Blom)‏ هو رسام نرويجي، ولد في 17 أبريل 1967.